# Anne Dirix
Anne Dirix, née le 2 décembre 1949 à Etterbeek est une femme politique belge, membre d'Ecolo. Elle est candidate en droit et secrétaire de direction.

## Fonctions politiques
- Echevine à Watermael-Boitsfort
- députée au Parlement bruxellois:
  - du 23 juin 2009 au 25 mai 2014